# Antoni Lange

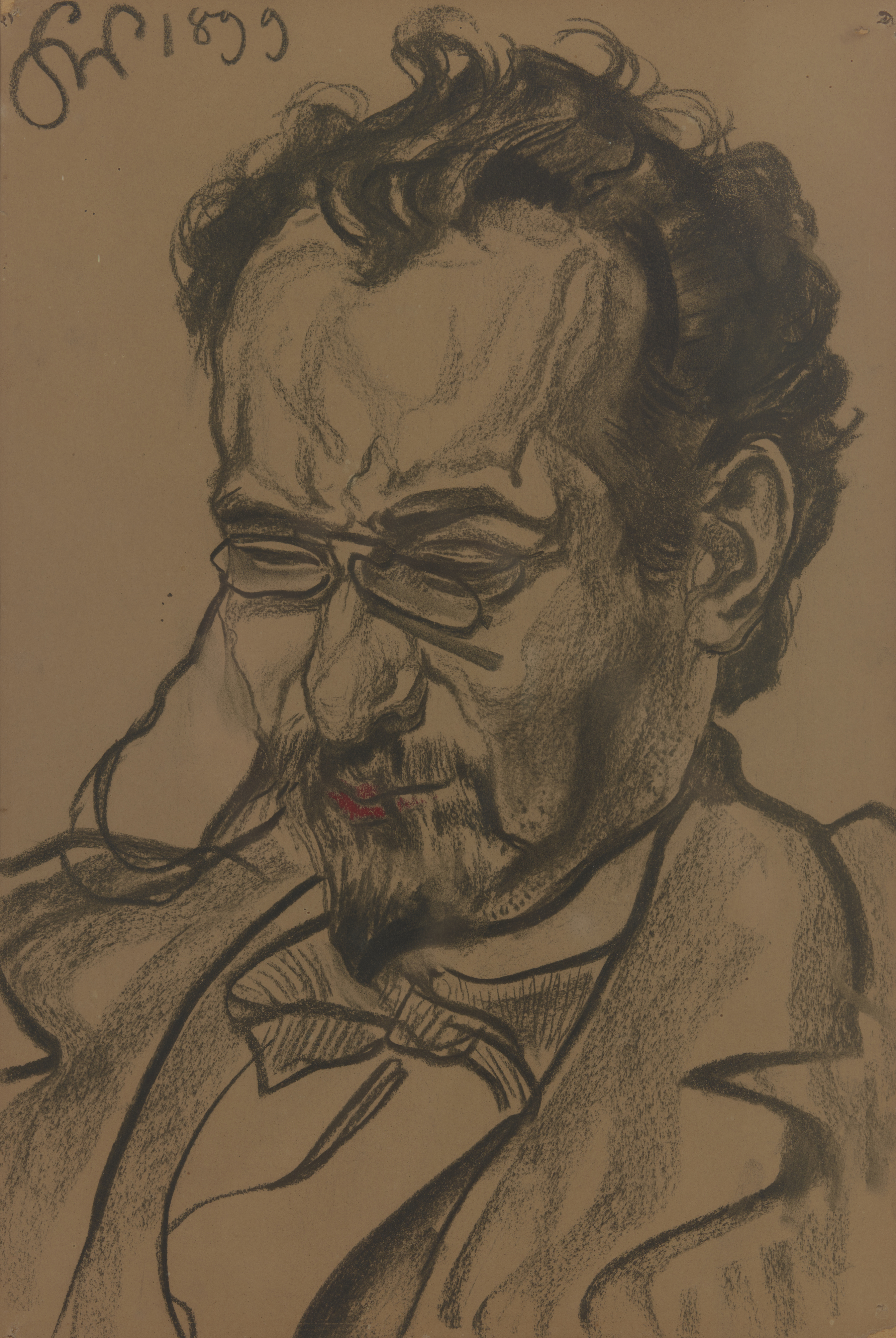

Antoni Lange (1863-1929) fue un poeta lírico, escritor, traductor, políglota y dramaturgo polaco. Es representativo de la decadencia y el parnasianismo en la literatura polaca. En su trabajo artístico conectó budismo, orientalismo y espiritismo con la tradición europea.
Tradujo obras de escritores ingleses, franceses, húngaros, italianos, españoles, norteamericanos, serbios, egipcios y orientales al polaco, y también poesías polacas al francés y al inglés. Se lo suele comparar con Stéphane Mallarmé y Charles Marie René Leconte de Lisle.